# Brücken-Hackpfüffel
Brücken-Hackpfüffel là một đô thị ở huyện Mansfeld-Südharz, Saxony-Anhalt, nước Đức. Đô thị Brücken-Hackpfüffel có diện tích 16,6 km². Đô thị này được thành lập ngày 1 tháng 1 năm 2009 thông qua việc hợp nhất các đô thị cũ Brücken và Hackpfüffel.